# Zespół kościoła Wszystkich Świętych w Babicach
Zespół kościoła Wszystkich Świętych w Babicach – zabytkowy zespół kościoła znajdujący się w województwie małopolskim, w powiecie chrzanowskim, w Babicach.
Zespół, w skład którego wchodzi: kościół oraz dzwonnica wpisany został do rejestru zabytków nieruchomych.

## Historia
W 1524 r. Jan Konarski ufundował kościół który spłonął. Nowy budynek – wykorzystując zachowane prezbiterium, nawę, zakrystię z kruchtą – wybudowano w 1763 roku. Fundatorem był bp. Kajetan Ignacy Sołtyk. W latach 1891–1898 przedłużono korpus oraz dobudowano parę kaplic. Plany sporządził miejscowy architekt Franciszek Urbańczyk. W 1909 r. dodano wieżę w fasadzie.

## Architektura
Budynek orientowany, murowany, sklepiony, jednonawowy. Eklektyczny z elementami barokowymi. Prezbiterium węższe od korpusu, prostokątne. 

## Wystrój i wyposażenie
- Wystrój rokokowy pochodzi z 1778 roku[3];
- w ołtarzach obrazy pędzla Wojciecha Eliasza i M. Przybysławowicza[2].

## Otoczenie kościoła
- Dzwonnica murowana – XVIII/XX w;
- nagrobki na cmentarzu przykościelnym;
- trzy pomniki przyrody: Lipa drobnolistna o obwodach: 295 cm 345 cm 360 cm[4] .

## Galeria zdjęć

Wnętrze
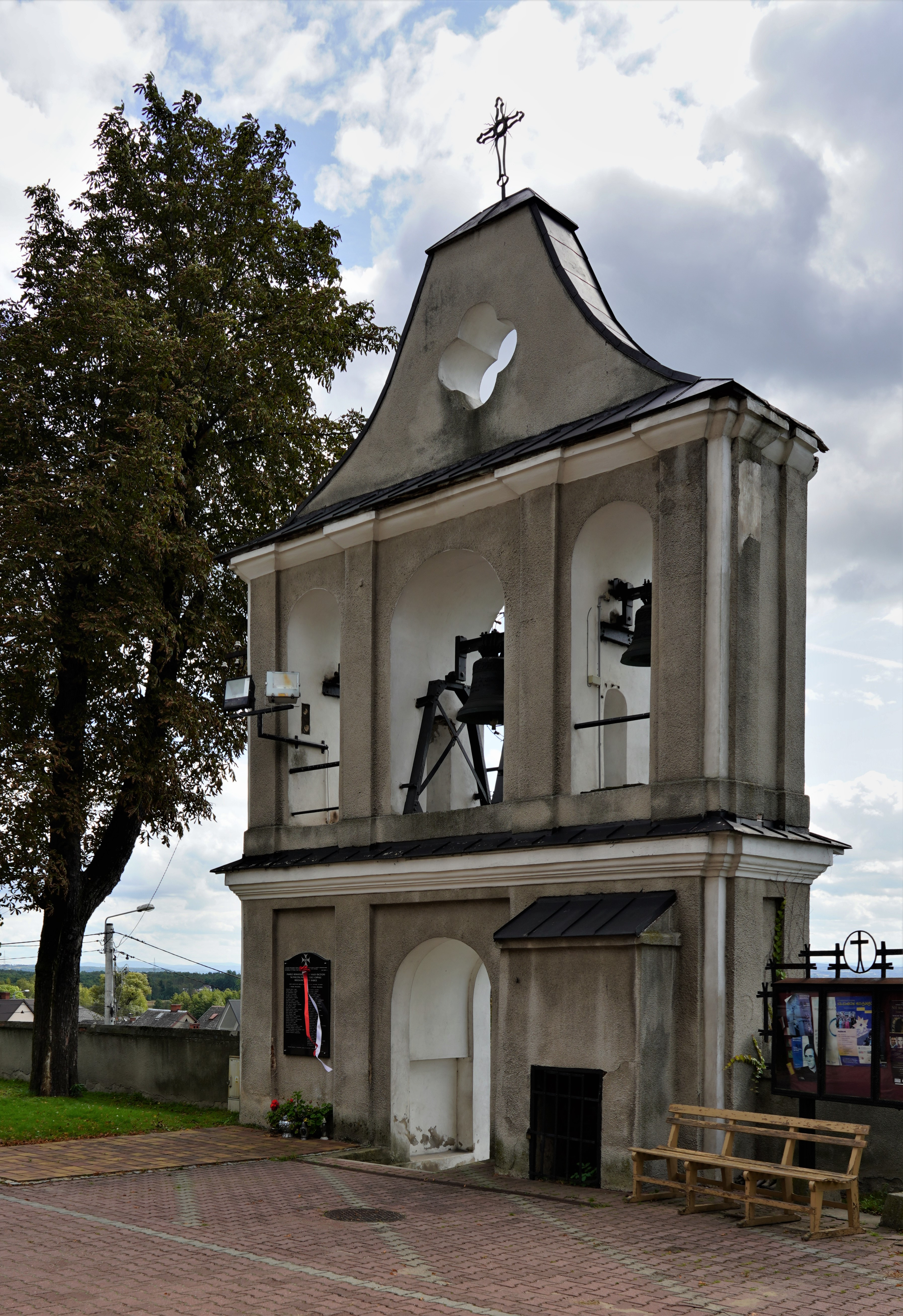
Dzwonnica